# Plinthisus indentatus
Plinthisus indentatus är en insektsart som beskrevs av Barber 1918. Plinthisus indentatus ingår i släktet Plinthisus och familjen Rhyparochromidae. Inga underarter finns listade i Catalogue of Life.